# Rupert Menapace
Rupert Menapace (ur. 7 maja 1955 w Salzburgu) – austriacki okulista, mikrochirurg; profesor medycyny; ordynator kliniki okulistycznej Medycznego Uniwersytetu Wiedeńskiego w szpitalu klinicznym Allgemeines Krankenhaus der Stadt Wien (AKH).

## Życiorys
Maturę uzyskał w 1973 w prywatnym kolegium jezuickim Stella Matutina w Feldkirch. Promocję na doktora medycyny z wyróżnieniem otrzymał w 1980. Specjalizację z okulistyki i chirurgii okulistycznej odbył na Medycznym Uniwersytecie Wiedeńskim (1981–1986). W 1990 otrzymał veniam legendi (prawo do prowadzenia wykładów) na tej uczelni. Tytuł profesora uniwersyteckiego okulistyki otrzymał w 1995. Rok później otrzymał także dyplom European Board of Ophthalmology. Pełni funkcję ordynatora kliniki okulistycznej Medycznego Uniwersytetu Wiedeńskiego w szpitalu klinicznym Allgemeines Krankenhaus der Stadt Wien (AKH). W tym samym szpitalu kieruje także kliniką dzienną chirurgii zaćmowej oraz specjalną przychodnią zajmującą się pacjentami z wszczepionymi sztucznymi soczewkami wewnątrzgałkowymi.
W pracy badawczej i klinicznej zajmuje się głównie chirurgią zaćmy oraz wszczepianiem soczewek wewnątrzgałkowych. Autor i współautor licznych artykułów publikowanych w wiodących recenzowanych czasopismach okulistycznych, m.in. w „American Journal of Ophthalmology", „Journal of Cataract and Refractive Surgery", „Ophthalmology", „Graefe's Archive for Clinical and Experimental Ophthalmology" oraz „Acta Ophthalmologica".
Od 1998 jest członkiem rady redakcyjnej „Journal of Cataract and Refractive Surgery" oraz International Intraocular Implant Club IIIC zrzeszającego wiodących chirurgów zaćmy. W 2004 znalazł się na liście przodujących badaczy w obszarze medycyny niemieckojęzycznej (GaM-Bestenliste przygotowana przez Erlanger Gesellschaft für angewandte Metaforschung). Do rady redakcyjnej „American Journal of Ophthalmology" został powołany w 2005. Rok później został powołany do rady programowej Gesellschaft der Deutschen Ophthalmochirurgen (Towarzystwa Niemieckich Chirurgów Okulistów).
Jest członkiem szeregu towarzystw okulistycznych m.in. Österreichische Ophthalmologische Gesellschaft (ÖOG), Deutsche Ophthalmologische Gesellschaft (DOG), Deutschsprachige Gesellschaft für Intraokularlinsenimplanation und Refraktive Chirurgie (DGII), European Glaucoma Society (EGS), European Society of Research and Treatment of Cancer (EORTC), European Society of Cataract and Refractive Surgeons (ESCRS) oraz American Society of Cataract and Refractive Surgery (ASCRS).
W 1983 ożenił się z Gabriele Menapace. Ma córkę i syna.

## Nagrody i wyróżnienia
Rupert Menapace był wielokrotnie nagradzany i wyróżniany. Otrzymał m.in.:
- 1995: 1. Nagroda filmowa w kategorii „Techniki chirurgiczne" na festiwalu filmowym z okazji corocznego spotkania Amerykańskiego Towarzystwa Chirurgii Zaćmy i Chirurgii Refrakcyjnej (American Society of Cataract and Refractive Surgery, ASCRS) w San Diego
- 1999: Nagroda naukowa z okazji dorocznego spotkania Towarzystwa Niemieckich Chirurgów Okulistycznych (niem. Bundesverband Deutscher OphthalmoChirurgen, BDOC) w Norymberdze
- 2000: Nagroda dla najlepszej prezentacji podczas sesji na corocznym spotkaniu Amerykańskiego Towarzystwa Chirurgii Zaćmy i Chirurgii Refrakcyjnej (ASCRS) w Bostonie
- 2001: Nagroda Ridley Lecture Award Towarzystwa Niemieckich Chirurgów Okulistycznych (niem. Bundesverband Deutscher OphthalmoChirurgen, BDOC) w Norymberdze
- 2006: Publikacja jego techniki chirurgicznej została wybrana jako temat numeru w czasopiśmie „Journal of Cataract and Refractive Surgery"
- 2010: Złoty Medal za wybitne osiągnięcia w chirurgii oka od Towarzystwa Niemieckich Chirurgów Okulistycznych (niem. Bundesverband Deutscher OphthalmoChirurgen, BDOC) oraz awans do zestawienia Top 100 Health Professionals (zestawienie przygotowuje International Bibliographical Centre w angielskim Cambridge)
- 2012: Nagroda naukowa od Deutschsprachige Gesellschaft für Intraokularlinsen-Implantation und Refraktive Chirurgie (Niemieckojęzycznego Towarzystwa Implantacji Soczewek Wewnątrzgałkowych oraz Chirurgii Refrakcyjnej)